# 神皇正統記

神皇正統記的作者北畠親房

《神皇正統記》，是日本南北朝時代南朝大臣公卿北畠親房寫作的作品，宣揚南朝正統，試圖解決或至少改善當時政治的混亂 。
此書時序由神代至後村上天皇。同時強調日本是神造國家，皇室是神統傳承，也沒發生過易姓革命，其他國家無此例子。

## 外部連結
神皇正統記評釈〔全巻〕